# Way of Glory
 (mai 2018).
Way of Glory est le 11e album du groupe AAA, sorti sous le label Avex Trax le 22 février 2017 au Japon. Il arrive 1er à l'Oricon. Il se vend à 107 969 exemplaires la première semaine . Il sort en format CD, CD+DVD et CD+DVD+Goods.
Albums de AAA
AAA 10th Anniversary Best
(2015)
Singles

## Liste des titres
| 1.  | Way of Glory                       |  |
| 2.  | New                                |  |
| 3.  | S.O.L                              |  |
| 4.  | Jewel                              |  |
| 5.  | Over                               |  |
| 6.  | Interlude                          |  |
| 7.  | Leap of Faith                      |  |
| 8.  | Dangerous Gamble                   |  |
| 9.  | Magic                              |  |
| 10. | Namida no nai Sekai (涙のない世界) |  |
| 11. | Cocoa (ココア)                     |  |
| 12. | Yell                               |  |
| 13. | Calling                            |  |

| 1. | New (Music Clip)                                      |  |
| 2. | Namida no nai Sekai (Music Clip, 涙のない世界)        |  |
| 3. | Jewel (Music Clip)                                    |  |
| 4. | Magic (Music Clip)                                    |  |
| 5. | Cocoa (Music Clip, ココア)                            |  |
| 6. | New (Music Clip Making)                               |  |
| 7. | Namida no nai Sekai (Music Clip Making, 涙のない世界) |  |
| 8. | Magic (Music Clip Making)                             |  |
| 9. | AAA Asia Tour 2016 Making Movie                       |  |